# Johann Gottfried Flügel
Johann Gottfried Flügel, född den 22 november 1788 i Barby an der Elbe, död den 24 juni 1855 i Leipzig, var en tysk-engelsk lexikograf.
Flügel vistades 1810–1819 i Nordamerika, blev 1824 lektor i engelska vid universitetet i Leipzig och 1838 Förenta staternas konsul där. År 1848 valdes han av "Smithsonian Institution" i Washington, D.C. till korrespondent för Tyskland. 
I förening med Johann Sporschil utgav han Vollständiges englisch-deutsches und deutsch-englisches Wörterbuch (1830; 5:e upplagan 1900 i omarbetning av Flügels son Karl Felix Alfred Flügel). 
Bland hans övriga skrifter må nämnas Triglotte, oder kaufmännisches Wörterbuch in drei Sprachen: Deutsch, Englisch und Französisch (1840; 2:a upplagan 1854). Flügel medverkade även i Practical Dictionary of the English and German Language (1847–1852; 15:e upplagan 1891).